# Hemipristis serra
Espèce
Hemipristis serra est une espèce éteinte de requins appartenant au genre Hemipristis ayant vécu durant l'ère Cénozoïque, il y a 55,8  à   0,3 millions d'années. Ce requin devrait mesurer 7 mètres de long et malgré sa taille il vivait probablement dans des eaux peu profondes où il chassait des dugongs du genre Metaxytherium. L'espèce actuelle correspondante ou affine est le Milandre chicor (Hemipristis elongata).

## Description et découverte

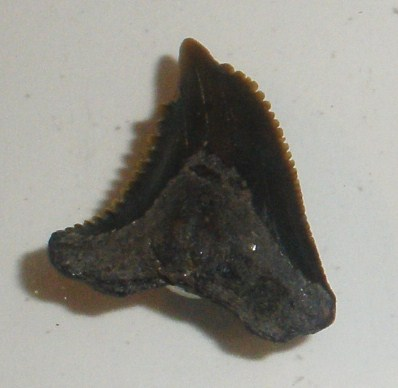
Dent fossilisée d'Hemipristis serra.

L'espèce a été décrite en 1843 par Louis Agassiz, la même année où il décrivit Ptychodus mortoni, Otodus, Isurus hastalis et enfin Carcharodon megalodon. Les dents d'Hemipristis serra semblent être très petites (taille d'une pièce de monnaie). Mais lorsqu'on les compare avec celles de l'actuel Hemipristis elongata, elles apparaissent largement plus grandes , ce qui a permis d'avoir une estimation de 7 mètres.
Ces restes fossilisés sont présents dans les faluns de Bretagne. La forme des dents est très variable selon leur position dans ka mâchoire : supérieures habituellement larges, inférieures étroites.
Les dents inhabituelles de Hemipristis serra sont très prisées par les collectionneurs car elles se trouvent aussi souvent dans les sédiments du sud de la Floride qui donnent des dents de requins fossiles extrêmement colorées. Leurs dentelures exceptionnellement grandes en font un fossile de collection.

## Sources
- Fossiles, revue, n°30, 2017. Les fossiles oligocènes-miocènes des environs de Rennes.